# 垃圾箱里的婴儿
《垃圾箱里的婴儿》（英語：Dustbin Baby）是朱丽叶·梅导演、英国广播公司出品，根据杰奎琳·威尔逊同名小说改编的电视电影，2008年12月21日在英国广播公司第一台首播。达科塔·布鲁·理查兹饰演婴儿时遭父母遗弃在垃圾桶的女主角艾普尔，十余年后成长为问题少女。茱丽叶特·斯蒂文森扮演艾普尔的养母马里昂·比恩，大卫·海格出演马里昂的朋友兼同事埃利奥特。影片由海伦·布莱克曼编剧，坎德尔娱乐公司制作。涉及的主题包括母爱亲情、霸凌和青少年犯罪。故事围绕着艾普尔在自己14岁生日这天离家出走展开，马里昂四处寻找自己的养女。电影通过多个闪回镜头回忆了艾普尔的过去，她还前去探访了在自己以前生活中扮演着重要角色的人和地方。
威尔逊和职业影评人都对本片作出了正面评价，其中威尔逊表示这是自己的所有作品中最出色的改编电影。影片于2009年1月12日发行了。《垃圾箱里的婴儿》于2009年获国际艾美奖的儿童和青年类电视节目奖，海伦·布莱克曼也赢得了英国儿童电影和电视艺术学院颁发的编剧奖，影片得到该组织的剧情类电视节目奖提名并入围儿童投票奖，之后还获得了2010年儿童银幕奖面向家庭观众类最佳单集、特别节目或电视电影奖和最佳演技奖。

## 剧情
艾普尔14岁生日这天收到了养母送的耳环，但她心里想要手机，两人发生争执，艾普尔气冲冲地去上学。她对朋友自称已有手机，打算去看牙医时逃学。马里昂上班时（Marion）得知艾普尔没有去上课后告诉朋友兼同事埃利奥特（Elliot），后者劝她继续上班，不要离开，但马里昂还是决定去找女儿。艾普尔来到帕特·威廉姆斯（Pat Williams）家中探望，自己还是婴儿时曾受她照料。帕特也记得艾普尔，并拿出一份剪报，告诉艾普尔她是在一家比萨饼店后面的垃圾箱里让人发现的。接下来的闪回镜头中，年幼的艾普尔与简妮特·约翰逊（Janet Johnson）和丹尼尔·约翰逊（Daniel Johnson）生活在一起，但约翰逊夫妇间存在严重的家庭暴力问题，简妮特也因此自杀。与此同时，马里昂来到艾普尔的学校，与孩子的朋友们交谈后得知艾普尔向他们撒了谎。另一边的艾普尔离开了帕特的家，独自前往简妮特的墓地。马里昂继续找寻，在一间购物中心遇到埃利奥特，后者也开始和她一起寻找养女。艾普尔接下来来到已经废弃的桑尼霍姆儿童福利院，自己小时候曾在这里长大。镜头又一次回闪，8岁的艾普尔正在桑尼霍姆生活，由一位名叫莫（Mo）的妇女照料，并与一个名叫吉娜（Gina）的大姐姐成为朋友，还认识了与自己同龄的佩尔（Pearl）。佩尔在莫的面前循规蹈矩，但实际上经常欺负艾普尔。一天晚上，吉娜叫醒了艾普尔，并将她卷入一起盗窃案中。之后佩尔攻击了艾普尔，把她的头按到水里，还撕毁了艾普尔非常喜欢的纸娃娃。愤怒的艾普尔反抗并将佩尔推下了楼梯，然后因此受到了莫的斥责。接下来，14岁大的艾普尔在旁白中表示吉娜从那以后就开始放下过去，重新生活，就像之后的自己一样。
镜头再度闪回，跳至艾普尔在费尔代尔寄宿学校的经历，她和患有亚斯伯格症候群的波比（Poppy）成为朋友。另一边，马里昂给养女买了台手机，她曾是艾普尔在费尔代尔时的老师，两人当时曾因一份与家谱有关的作业发生争执并大吵一场。到了晚上，艾普尔试图逃离寄宿学校，但马里昂发现后把她送了回去。接下来马里昂看到了艾普尔的过往记录，知道了她过去的不幸，于是在家谱作业的事情上向艾普尔道歉。这次逃跑导致艾普尔在周末时不能和同学们一起外出，而只能和马里昂待在一起。镜头换至“现在”，马里昂独自回家，失望地发现电话录音中也没有养女的留言。一边，青年时期的马里昂介绍艾普尔和埃利奥特认识；另一边，年长的马里昂来自艾普尔的房间，打开装有养女之前生活各个时期纪念品的盒子翻看。童年时的艾普尔与马里昂在花园中散步，马里昂告诉对方，自己准备离开费尔代尔，对此艾普尔很生气，觉得马里昂就像之前遇到的其他人那样，走进自己的生命，然后又突然离开。艾普尔接受了马里昂的邀请搬去与她同住，来到新的卧室里，她最关心的就是找到一个地方来放那个盛有自己所有回忆的盒子。镜头回到“现在”，艾普尔考虑回到马里昂身边，但又决定先前往另一个地方。另一边的马里昂突然想到养女可能会去什么地方，于是开车出门。艾普尔走到街头，站在自己当年所躺的垃圾箱旁边。马里昂用给艾普尔买的手机打电话到那家比萨饼店，这时艾普尔也注意到垃圾箱的侧面写有一个电话号码。马里昂在电话中问起比萨饼店的方位，艾普尔也拨通了垃圾箱上写的电话，期望会是自己的亲生母亲接起电话，但实际上却是当年发现她的比萨店小伙弗兰基（Frankie）。艾普尔与弗兰基在比萨饼店见面，解释了自己的身份，马里昂也赶到并把新买的手机给了养女。三人坐在一起交谈，艾普尔的旁白再度响起，表示自己或许永远都无法确知自己生母是谁，但马里昂已经是她的母亲，这一切都还只是开始。

## 演员

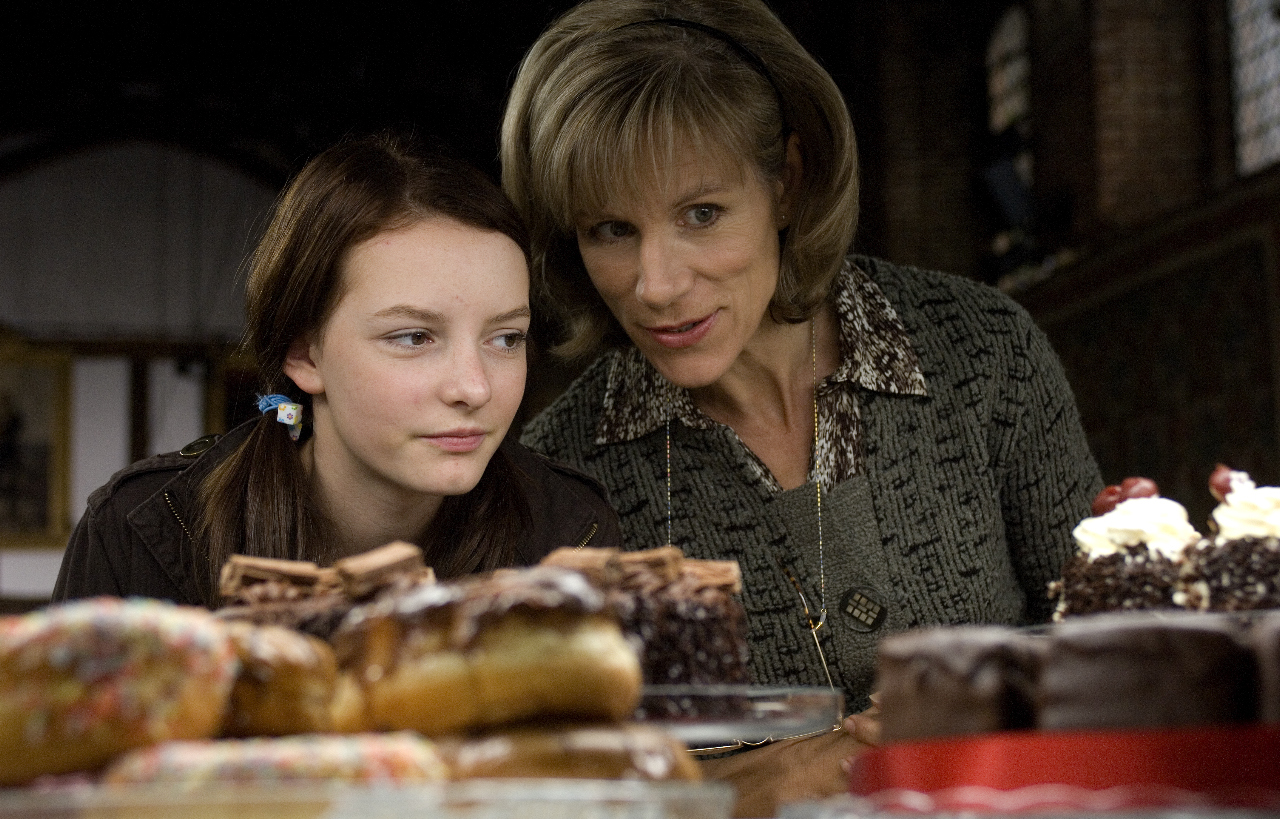
电影的宣传照，显示艾普尔小时候在费尔代尔学习，旁边则是她当时的老师马里昂

- 达科塔·布鲁·理查兹饰艾普尔·约翰逊
- 茱丽叶特·斯蒂文森饰马里昂·比恩
- 大卫·海格饰埃利奥特
- 波比·李·弗莱尔（Poppy Lee Friar）饰汉娜（Hannah）
- 萨法隆·库柏（Saffron Coomber）饰凯茜（Cathy）
- 乔治·巴斯廷（George Bustin）饰婴儿时期的艾普尔
- 简娜·博伊德（Jenna Boyd）饰桑德拉（Sandra）
- 玛丽卡·麦肯纳尔（Marika McKennell）饰谭雅（Tanya）
- 迪·波彻（Di Botcher）饰帕特·威廉姆斯（Pat Williams）
- 露西·哈钦森（Lucy Hutchinson）饰幼时的艾普尔
- 伊恩·凯尔西（Ian Kelsey）饰丹尼尔·约翰逊
- 卡罗尔·斯塔克斯（Carol Starks）饰简妮特·约翰逊
- 简·麦克道尔（Jane McDowell）饰史蒂文森夫人（Mrs Stevenson）
- 西蒙·罗伯茨（Simon Roberts）饰史蒂文森先生（Mr Stevenson）
- 乔安娜·邓恩（Joanna Dunn）饰女警察
- 本·麦凯（Ben McKay）饰路人甲
- 彼得·布朗希尔（Peter Bramhill）饰警察
- 亚历山德拉·休伊特（Alexandra Hewett）饰童年时期的艾普尔
- 克里斯·赖曼（Chris Ryman）饰弗兰基
- 莉娅·库姆斯（Leah Coombes）饰身穿连帽衫的女子
- 以利亚·贝克（Elijah Baker）饰身穿连帽衫的男子
- 尼古拉·达菲特（Nicola Duffett）饰莫
- 莉娅·弗格森（Leah Ferguson）饰吉娜
- 路易·佩恩（Louis Payne）饰罗比（Robbie）
- 西尔维亚·霍奇森（Sylvia Hodgson）饰佩尔
- 丽兹·克拉克（Lizzy Clark）饰波比
- 瓦利德·阿赫塔尔（Waleed Akhtar）饰阿西夫（Asif）
- 奇兹·阿库都鲁（Chizzy Akudolu）饰铁路上的女子

## 制作

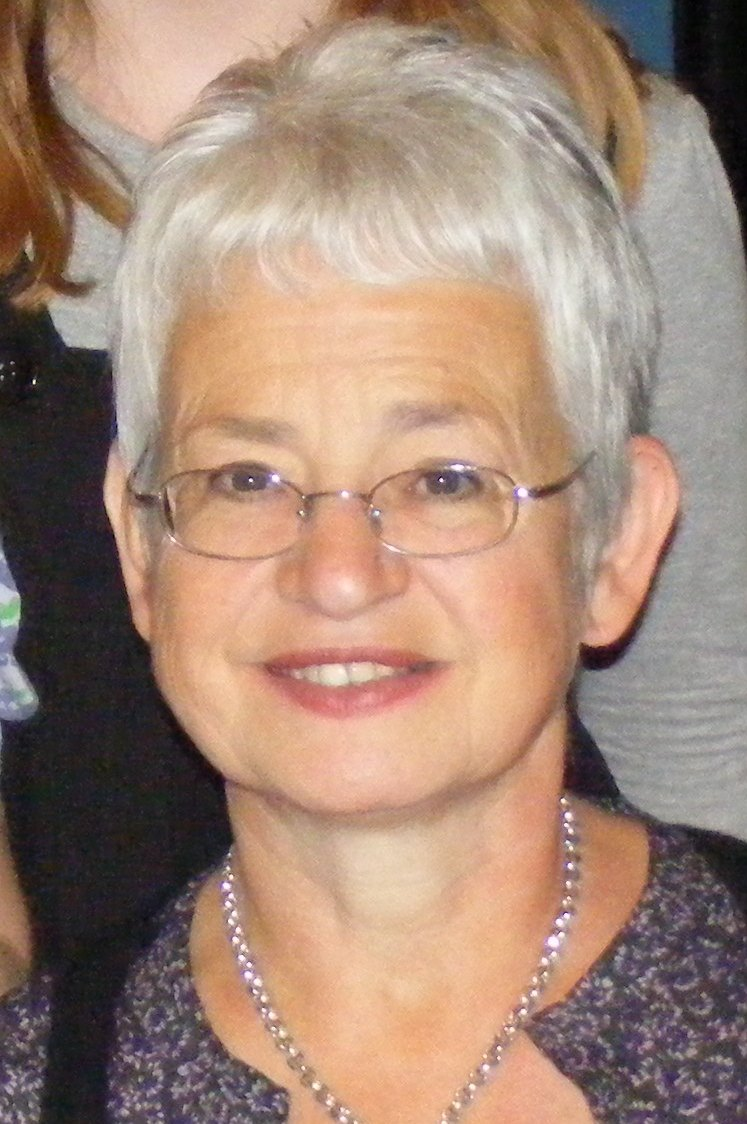
本片是根据杰奎琳·威尔逊的同名小说改编的

《垃圾箱里的婴儿》的剧本是根据杰奎琳·威尔逊2001年的同名小说改编，海伦·布莱克曼编剧，她之前还曾为电视电影《乐土》（Pleasureland）编剧。影片英国广播公司第一台和委托坎德尔娱乐公司制作，该公司专门制作面向儿童的电视节目。根据《卫报》的报道，本片的定位是“英国广播公司第一台圣诞家庭（节目）阵容的重要组成部分”。布莱克莱表示在看完小说后就知道，这正是自己想要再创作的作品。坎协尔公司的安妮·布罗根（Anne Brogan）和梅拉妮·斯托克斯（Melanie Stokes）以及的苏·诺特（Sue Nott）共同担任电影的执行制片人，朱莉娅·奥斯顿则是本片的制片人。导演朱丽叶·梅在电影拍摄期间有一对14岁大的双胞胎，觉得“对女主角艾普尔正好也是14岁这点……实在很感兴趣”，她相信自己“在某种程度上能够理解14岁大孩子的心思”。
虽然威尔逊小说中“坚韧的现实主义”风格与达科塔·布鲁·理查兹在《黄金罗盘》中扮演的莱拉贝诺夸有很大不同，但她还是很乐意出演艾普尔一角。她表示自己能够真正将威尔逊小说中的人物联系起来，但又发现艾普尔是个和自己很不一样的人。威尔逊之前曾看过理查兹在《黄金罗盘》中的表演，觉得她会很适合出演《垃圾箱里的婴儿》。理查兹扮演的是14岁时的艾普尔，片中由其他演员出演了该角色年纪更小时的镜头。如电影拍摄期间年仅5岁的露西·哈钦森诠释的就是除婴儿时期外最年幼版本的艾普尔。导演朱丽叶·梅称赞她是自己所遇到过最了不起的五岁演员之一，表示其表演浑然天成，非常自然。亚历山德拉·休伊特饰演童年时期的艾普尔，梅也称赞她的表演令人信服。休伊特扮演的是八岁大的艾普尔，不过电影拍摄期间她已经十岁。
茱丽叶特·斯蒂文森表示，自己出演马里昂一角一方面是因为她当时也有个14岁的女儿，另一方面她还觉得自己和这个角色在一定程度上心有灵犀。大卫·海格参加《垃圾箱里的婴儿》演出期间还出演了另外三部电视节目挣钱养家。他觉得自己很适合出演这个有些客串性质的角色。影片的拍摄工作于2008年夏在伦敦及周边地区进行，还有些外景在赫特福德郡哈特菲尔德的哈特菲尔德庄园（Hatfield House）以及巴尼特区的巴尼特（Barnet）拍摄。威尔逊曾在电影拍摄完成前接受采访时表示自己对小说能够由如此出众的演员和制作团队搬上银幕深感荣幸，并对影片充满期待。
英国广播公司有意寻找一位患有亚斯伯格症候群的女演员来出演波比一角。丽兹·克拉克的母亲在一个自闭症网站上看到了广告，于是让自己的女儿参加了试镜，后者成功获得了这个角色，这也是她的银幕处女作。克拉克是第一位真的患有亚斯伯格症候群，同时又扮演一位患有该疾病角色的女演员，她从此后开始与自己的母亲一起奔走呼号，反对由没有患有这一病症的演员来饰演这样的角色。她表示：“我的亚斯伯格症起初给电影的拍摄带来了困难，例如面对故事板突然发出的噪音等，但我很快就会集中精神开始表演，并且全神贯注，不会受到任何干扰。”。

## 主题

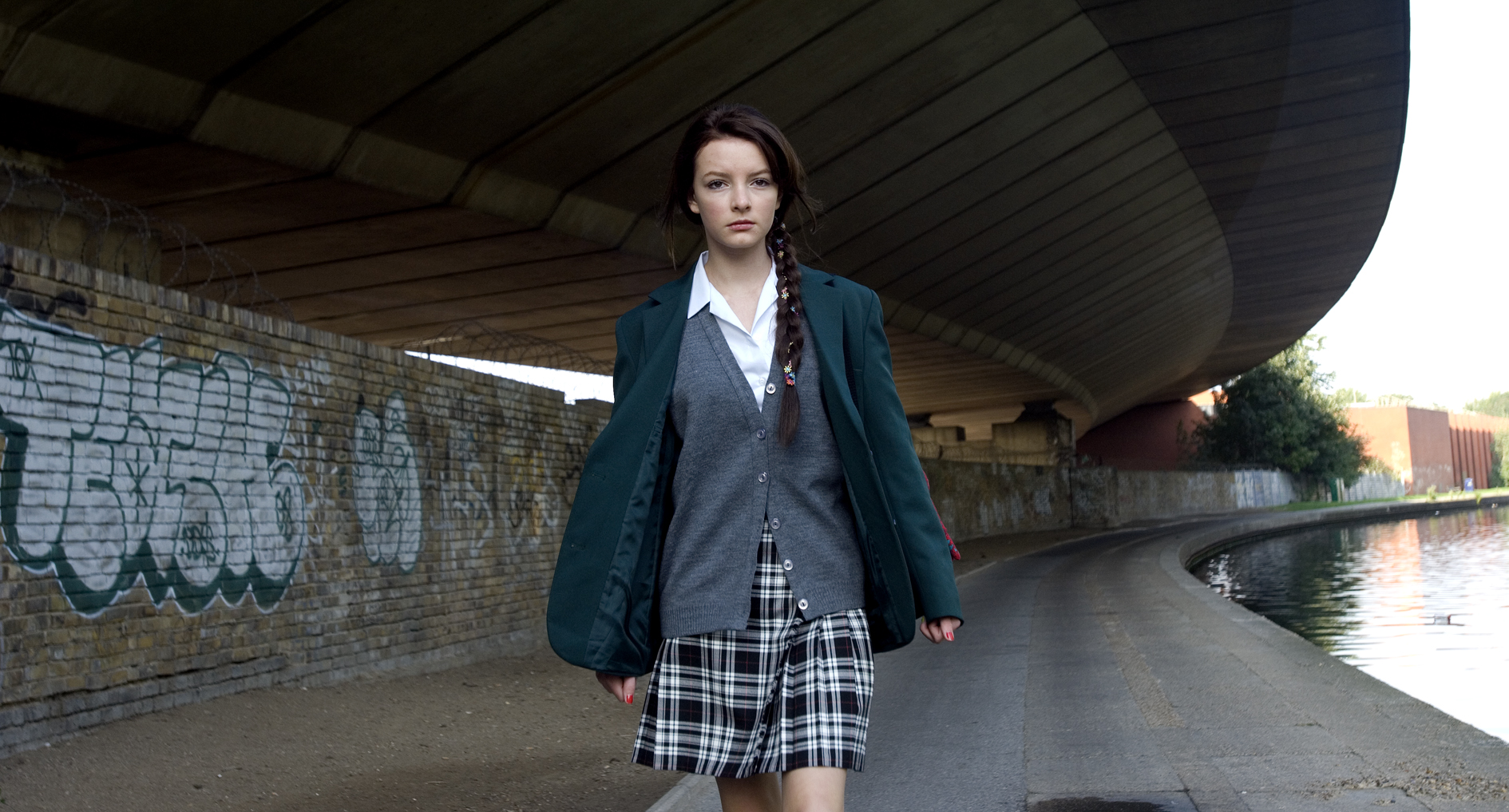
艾普尔走上自我发现的旅程

布莱克曼表示自己是一次看完了原著小说并感动得流下了眼泪。电影的主题包括霸凌、青少年犯罪、家庭暴力、意外怀孕和青少年焦虑。在布莱克莱看来，艾普尔“寻找生母那令人心碎的旅程讲述的也是她勇敢接受他人爱的过程”。《独立报》的汤姆·萨特克利夫（Tom Sutcliffe）在谈及家庭剧的忌讳主题限制时表示，本片中诉说的生活没有那么多脏话，也没有对药品的滥用，当孩子们的床前夜间出现一道黑影时，也不是哪个家中的主宰要来行使什么可怕的初夜权，因为如果有这些内容的话，这就变成了一部成人剧情片。影片还通过波比一角涉及了亚斯伯格症候群的主题。英国广播公司声称，该角色的扮演者克拉克由于自己就患有这一疾病，因此可以给予角色“一个独特的视角”。斯蒂文森对电影的主题加以总结，称这个故事的核心就是马里昂发现自己爱这个女孩。对于一个人来说，发现自己觉得另一个人比自己还要重要，这是一件很了不起的事。这也是为人父母了不起的地方，你会比起关心自己来更关心你的孩子。
威尔逊在以《垃圾箱里的婴儿》幕后故事为主要内容的纪录片《垃圾箱的背后：〈垃圾箱的婴儿〉制作》（Behind the Bin: The Making of Dustbin Baby）中表示，许多人，许多许多人都会发现片中有关收养的核心主题，那些14岁的孩子们会开始看着自己的父母，心里琢磨着他们和自己一点都不像，大家都会幻想一把自己是不是从哪儿收养的之类，所以在威尔逊看来，对于一位青少年来说，质问、怀疑自己的来历实在是一件很常见的事情。理查兹表示，她喜欢片中艾普尔“踏上旅程寻找自我”的理念，因为有许多在她这个年纪的人“都会试图这么做，因为这个时候，他们都开始对自我产生怀疑，心中有了疑问”。理查兹还认为，艾普尔的纸娃娃相当于一个符号，这个符号可以用不同的东西代替，她还是同样一个人，只不过她的生命由于遇到了不同的人和事而有了不同的色彩。在片中诠释童年时期艾普尔的亚历山德拉·休伊特则表示，那些纸娃娃才是艾普尔“真正的朋友”。
斯蒂文森形容马里昂这个角色“倔强、孤独而且会胡思乱想”，认为她因长期独自一人而“变得很愚蠢和古怪”。艾普尔一角的出现让马里昂需要一下子学会为人父母，这很不容易，很容易出错，所以当艾普尔离家出走时，马里昂的心里充满了自责和焦虑。她还把自己现实生活中养育孩子所遇到的困难与马里昂相比，称她已经有了14年的经验，所以在这方面可以比自己饰演的角色更得心应手。理查兹则表示，自己完全没有体会过寄宿学校和儿童福利院的生活，艾普尔觉得自己在这个世界上无依无靠，所以急切地想要知道自己到底是谁。

## 反响
威尔逊在看过《垃圾箱里的婴儿》的前期试映后称，这是根据自己作品改编的电影中最出色的一部。海格表示本片是他暑期出演的多部作品中自己最喜欢的一部，称赞“这是个非常出众的故事，拍得很感人。我觉得茱丽叶特·斯蒂文森在片中非常风趣，也非常让人感动”。影评人也作出了正面回应。《泰晤士报》在大卫·查特（David Chater）认为这是影片播出当天最值得一看的电视节目，这部优秀的电影是圣诞节的美妙惊喜。《每日电讯报》也形容欣赏本片是一次“难得的享受”，是一部青少年可以与父母一起观看的好节目。电影的制片人朱莉娅·奥斯顿也有同样看法，称这部电影适合父母与孩子们一起观看，并将因此产生许多的共同话题。《独立报》的汤姆·萨特克利夫认为，斯蒂文森成功地扮演了这样一个对过去远比对现在要感到如意自在的女性，并且她的表演比达科塔·布鲁·理查兹出演的艾普尔更加到位。不过他也批评影片的情况不够可信，认为剧情可能远不及现实生活中那样残酷，但面对片尾的和解，观众还是会产生真切的情感。《卫报》的尤安·弗格森（Euan Ferguson）在文章中认为，影片有些高度理想化，斯蒂文森扮演的角色更是如此，一定程度上就像是《春风不化雨》（The Prime of Miss Jean Brodie）中女主角简·布罗迪（Jean Brodie）的升级版。《垃圾箱里的婴儿》在英国广播公司第一台首播时一共吸引了230万观众收看，收获了15.4%的收视率。

## 荣誉
在2009年的第37届国际艾美奖儿童和青年类电视节目评选中，《垃圾箱的婴儿》是最终入围的四部儿童电视节目之一。这年英国获得的提名数量达到九项，超过其他任何国家和地区。最终本片成功拿下了该奖，是英国在2009年获得的六项国际艾美奖之一，也是英国广播公司获得的三项国际艾美奖之一。《垃圾箱里的婴儿》还与同样由英国广播公司制作的《珍姐科幻大冒险》、威尔斯第四台的另一个节目以及有关男孩乐队的网上节目一起获得了英国儿童电影和电视艺术学院的剧情的电视节目提名。不过最终在11月29日举行的颁奖典礼上胜出的是威尔斯第四台的节目。布莱克莱因本片的编剧工作获英国儿童电影和电视艺术学院的最佳编剧提名，并且最终也成功胜出。影片还进入了英国儿童电影和电视艺术学院的电视节目类儿童投票角逐，由七到十四岁儿童投票选择自己最喜欢的电视节目，入围作品包括《蓝色彼得》、《孟汉娜》、《飞哥与小佛》、《爱卡莉》和《海绵宝宝》等，不过最终未能胜出。
2010年2月，《垃圾箱里的婴儿》获得了2010年儿童银幕奖面向家庭观众类最佳单集、特别节目或电视电影奖，还赢得了创新人才奖最佳演技奖。英国广播公司儿童台总裁乔·古德温表示，他非常高興电视台节目的原创性和对全世界儿童的启发可以获得国际性的认可，并特别为电视台能够赢得剧情类和写实类节目奖项感到满意，因为这一直是，也永远都将是英国广播公司儿童台独特的核心组成部分。

## 家用媒体发行
2009年1月，发行了《垃圾箱里的婴儿》的。英国电影分级委员会将其评为级，理由是其中存在“轻度的威胁、暴力和一处与性有关的内容”，产品销售的宣传口号是“艾普尔即将揭开自己过去的面纱”。中包含有24分钟的幕后制作花絮：《垃圾箱的背后：〈垃圾箱的婴儿〉制作》，其中包括对杰奎琳·威尔逊及演员和其他剧组成员的采访。